# Hidrodinamika
Hidrodinamika je grana hidromehanike (mehanike fluida) koja se bavi zakonima gibanja tekućina i pojavama uzrokovanima uzajamnim djelovanjem struje tekućine i tijela koje graniči s tekućinom u gibanju. Hidrodinamika je dakle znanost koja proučava gibanje tekućina zajedno s uzrocima zbog kojih gibanje nastaje, to jest sila koje djeluju na tekućinu. Hidrodinamika proučava ovisnost tih sila i kretanja nastalog pod djelovanjem tih sila. Čestica tekućine u hidrodinamici nije atom ili molekula od kojih se stvarno tekućina sastoji već mali termodinamički sustav konačnih dimenzija u kojem se nalazi dovoljno velik broj atoma ili molekula. Hidrodinamika opisuje tekućinu kao skup malih termodinamičkih sustava u ravnotežnom stanju, koji su u međusobnom kontaktu te mogu razmjenjivati čestice, energiju i drugo.

## Povijest hidrodinamike
Prvi značajniji zakoni hidrodinamike potječu iz 17. stoljeća, kada su E. Torricelli i I. Newton postavili zakon o istjecanju tekućine. Osnove klasične teorijske hidrodinamike postavljene su u 18. stoljeću zakonima o gibanju idealne tekućine Daniela Bernoullija (1738.), Leonharda Eulera (1775.) i Josepha Louisa Lagrangea (1787.). Iz istoga razdoblja potječe i zakon o udaru tekućine Jeana Charlesa de Borde. Teorija gibanja idealne tekućine nije imala većega značenja za rješavanje praktičnih problema, ali je poslužila kao osnova mnogim zakonima o ponašanju realne tekućine na primjer Stokesov zakon te Darev-Weisbachov i Hagen-Poisenillov zakon gubitka energije pri strujanju vode kroz cijevi. U 19. stoljeću nastaju Navier-Stokesove jednadžbe koje opisuju gibanju viskoznog fluida. Osborne Reynolds prvi je sustavno istražio laminarno i turbulentno strujanje viskozne tekućine (1883. – 1889.) i dao jednadžbe turbulentnoga strujanja. William John Macquorn Rankine i William Froude, baveći se hidrodinamičkim problemima kretanja broda, otkrili su zakone koji su omogućili znanstveni prilaz rješavanju oblika brodskoga trupa. Hermann von Helmholtz postavio je osnove zakona vrtložnoga strujanja tekućina oko uronjenoga tijela (1858.), na osnovi čega je ruski matematičar i inženjer Nikolaj Jegorovič Žukovski (1906.) razvio teoriju koja je omogućila egzaktan proračun profila brodskih i zrakoplovnih propelera, zrakoplovnih krila i podvodnih tijela. Ludwig Prandtl postavio je teoriju graničnoga sloja (1904.), koja omogućuje jasniji uvid u otpor trenja tijela uronjenog u struju tekućine.
Zahvaljujući mnogobrojnim analitičkim i eksperimentalnim istraživanjima u prvoj polovici 20. stoljeću danas je postignut napredak u primjeni zakona hidrodinamike pri rješavanju složenih praktičnih problema vodovodnih uređaja i hidrauličnih energetskih sustava te problema otpora, propulzije i ponašanja brodova. Brzi razvoj u 20. stoljeću hidrodinamika velikim dijelom duguje i istraživanjima na području aerodinamike, jer pri brzinama manjima od brzine zvuka vrijede isti zakoni za gibanje tekućina i plinova. Danas je moguće svaku zamišljenu konstrukciju (na primjer broda) prvo provjeriti na računalnome modelu, a potom, u slučaju dobroga rezultata, na modelu u bazenu, što umanjuje troškove ispitivanja.

## Sile
Sile se u hidrodinamici mogu podijeliti na: 
- volumenske (vanjske) – koje su rezultat mase na koju djeluju i od koje potječu. Djeluju unutar volumena na svaki dio njegove mase. Rezultat položaja mase u polju sila (integracija preko volumena),
- površinske (unutarnje) – koje su rezultat kontakta između pojedinih materijalnih čestica međusobno, te djelovanja čestica i podloge (stijenke) –integracija preko površine

Suma svih sila ako je promatrana kapljevina u stanju dinamičke ravnoteže biti jednaka nuli, to jest FG +FI +FN +FT =ΣFi =0.

### Volumenske sile
1. Sila težine se javlja zbog djelovanja sile teže:
FG = -∫ρgdV
2. Sila inercije je akceleracijsko djelovanje sile sadržano u inercijskoj reakciji tvari na koju sila djeluje:
m dv/dt =ma=ΣFi =FI

### Površinske sile
1. Sila tlaka je rezultat djelovanja kapljevine na promatrane presječne površine:
FN = -∫pdA
2. Posmična sila je rezultat trenja kapljevine i stijenke:
FT = ∫τdA

## Vanjske poveznice
- Hidrodinamika broda Hrvatska tehnička enciklopedija, portal hrvatske tehničke baštine. LZMK